# Abri des Dos Caballos
L'Abri des Dos Caballos (abri des Deux Chevaux, en français) est un site d'art rupestre situé dans la commune d'Albarracín (comarque de la Sierra de Albarracín), dans la province de Teruel, en Aragon, en Espagne,.
Cet abri sous roche, qui présente des peintures et gravures rupestres rattachées à l'Art schématique ibérique, fait partie de l'ensemble inscrit au Patrimoine mondial par l'Unesco en 1998 sous le nom d'Art rupestre du bassin méditerranéen de la péninsule Ibérique (réf. 874-603). Il est protégé comme Bien d'Intérêt Culturel depuis 1996 (cote RI-51-0009459).

## Situation
L'abri se trouve dans la Sierra d'Albarracín, proche de l'abri du Medio Caballo, dans la zone du Paysage protégé des Pinares de Rodeno du parc culturel d'Albarracín. Il est situé dans une zone de pinèdes parsemée d'affleurements rocheux abritant des cavités naturelles.
Le site est facilement accessible depuis Albarracín par la route locale qui traverse les Pinares de Rodeno en direction de Bezas. Il y a un point d'information sur l'aire de stationnement des véhicules, située au centre de la zone protégée, point de départ des sentiers balisés vers les sites de peintures rupestres situés à proximité. Le sentier dit Arrastradero permet, dans un parcours circulaire d'environ 2,5 km, de visiter non seulement les Dos Caballos, mais aussi l'abri de la Cocinilla del Obispo, l'abri du Arquero de los Callejones Cerrados, l'abri du Cerf, l'abri des Figuras Diversas, l'abri du Medio Caballo et la grotte de Doña Clotilde.

## Historique

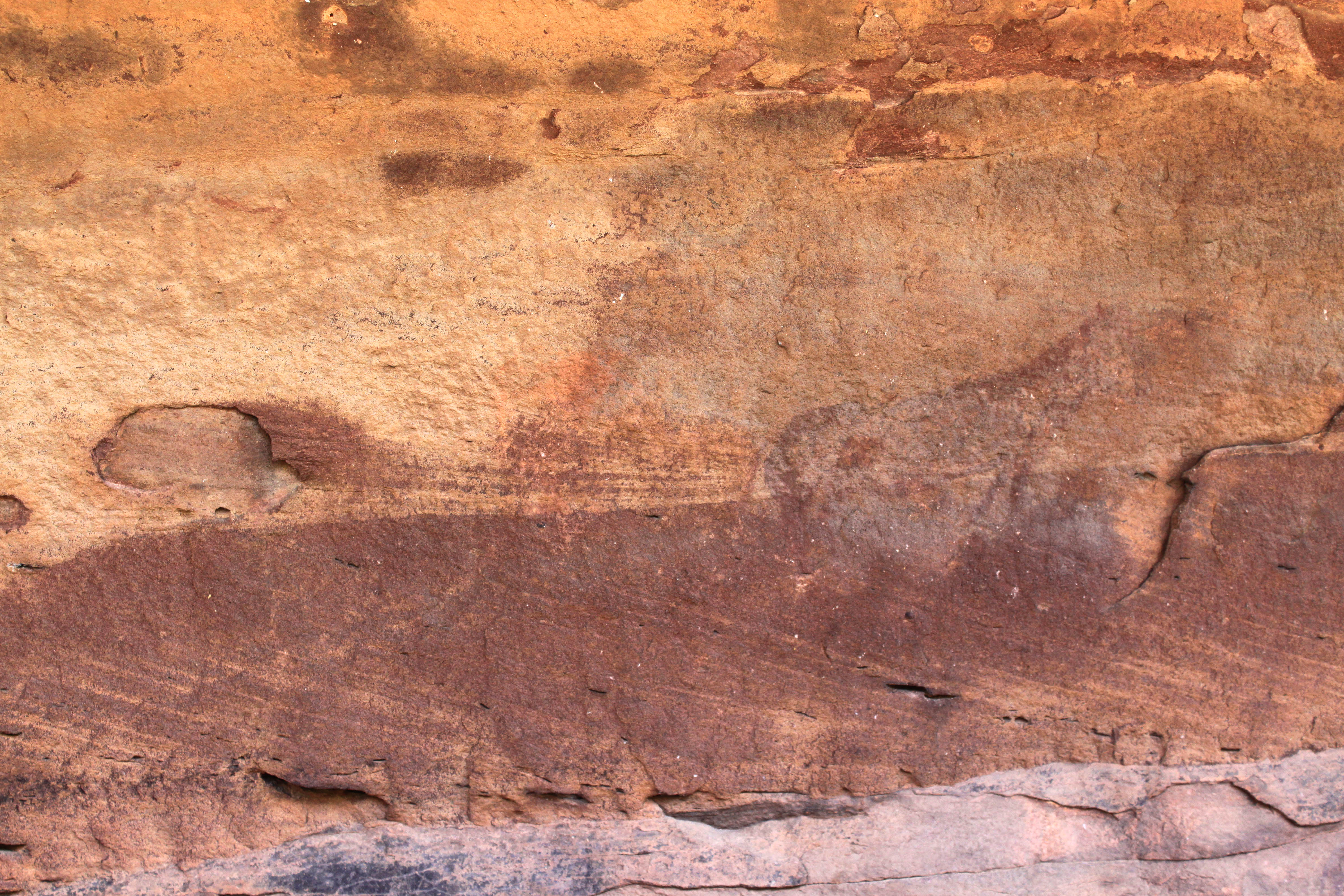
Silhouettes de deux animaux

L'abri des Deux Chevaux a été découvert en 1971 par le couple allemand Kart et Elfriede Heidelauf. Le chercheur Martín Almagro Basch en a publié une étude en 1974.

## Description
Dans cet abri se trouve un panneau de 3 m × 1,50 m comportant une série de 10 figures animales peintes, réalisées à l'encre plate dans des tons rougeâtres. Au centre, on peut voir deux chevaux superposés qui donnent son nom à l'abri. La composition principale est complétée par d'autres animaux qui semblent être d'autres chevaux et un sanglier. Les peintures dateraient du Mésolithique.